# Erneuerbare Energien zum Verstehen und Mitreden
Erneuerbare Energien zum Verstehen und Mitreden ist ein Sachbuch zu erneuerbaren Energien von Christian Holler, Joachim Gaukel, Harald Lesch und Florian Lesch.

## Buchinhalt
Das Buch erschien 20121 im C. Bertelsmann Verlag. Charlotte Kelschenbach und Xuyen Dam sind die verantwortlichen Illustratoren, die von einem Team von weiteren Grafikern unterstützt wurden. Das Buch versteht sich als bebilderter Kompass für die Welt der erneuerbaren Energien und ist durchgängig farbig illustriert. Die Autoren untersuchen was erneuerbare Energien aus Sonne, Wasser oder Erdwärme energietechnisch schaffen und wie sie sich im Vergleich untereinander bewerten lassen. Nach dem Einstieg, in dem Energie und Energieverbrauch dargestellt werden, werden die wichtigsten erneuerbaren Energiequellen vorgestellt und bewertet. Es folgt eine Darstellung weitere Energiequellen wie Kernenergie mit Kernspaltung und Kernfusion und ein Fazit was das für die Energiegewinnung insgesamt bedeutet.

## Rezeption (Auswahl)
Cecilia Scorza-Lesch hat mit der Ludwig-Maximilians-Universität Unterrichtsmaterialien über das Buch für das Gymnasium erstellt. Daneben fließen auch Teile des Buchs Erneuerbare Energien ohne heiße Luft von Christian Holler und Joachim Gaukel in die Materialiensammlung ein.
Carsten Dufner meint zu dem Buch beim MDR, dass Leser, die sich ein objektives Bild von den Möglichkeiten erneuerbarer Energien machen möchte, und ideologiefrei Argumente überprüfen will mit diesem Buch gut beraten sei. Das Autorenteam würde dabei auch objektive Informationen Erdöl, Gas und Kohle und Kernenergie liefern, weil den Autoren ums Informieren, nicht ums Bekehren gehen würde. Den Autoren und Grafikern würde es gelingen Grundlagenwissen verständlich zu vermitteln und dabei die einzelnen Energiequellen mit ihren individuellen Vor- und Nachteilen darzustellen.
Das Fachmagazin top agrar meint, dass sich die Autoren aus verschiedenen Blickwinkeln mit Energiefragen schon seit vielen Jahren befassen und ihre Erfahrung gebündelt in den Buch veröffentlicht haben. Nach einer ausführlichen Einleitung würden dort die wichtigsten erneuerbaren Energiequellen bewertet und anschaulich und verständlich beschrieben, was erneuerbare Energien leisten können.
Katja Maria Engel meint bei Spektrum der Wissenschaft, dass die vier Autoren auf leichte Weise erläutern, wie erneuerbare Energien funktionieren und welches Potenzial sie in Deutschland haben und die Designer hätten auch Zahlen und Diagramme anschaulich gestaltet, was das Verständnis erhöht. Das Buch sei insgesamt eine empfehlenswerte Einführung in das Thema und es würde verständlich, wie viel Energie nötig ist, um drei Minuten heiß zu duschen.

## Auszeichnungen
Das Buch erreichte im November 2021 den dritten Platz auf der Spiegel-Bestsellerliste in der Kategorie Sachbuch Paperback, nach dem er im Vormonat auf Platz 20 eingestiegen war.
Es wurde von der Stiftung Buchkunst in die Auswahl „Die schönsten deutschen Bücher“ 2022 aufgenommen.

## Ausgaben
- Erneuerbare Energien zum Verstehen und Mitreden, C. Bertelsmann Verlag, 2021, ISBN 978-3-570-10458-3
  - Erneuerbare Energien zum Verstehen und Mitreden, Sonderausgabe für die Bundeszentrale für politische Bildung, 2022, ISBN 978-3-7425-0894-2
  - Erneuerbare Energien zum Verstehen und Mitreden, C. Bertelsmann Verlag, Online-Ressource, 2021, ISBN 978-3-641-29117-4
  - Erneuerbare Energien zum Verstehen und Mitreden, Lagato Verlag, Hörbuch, 2021, gelesen und kommentiert von Harald Lesch, ISBN 978-3-95567-931-6